# Inclusion sociale
L'inclusion sociale est un concept qui définit la notion d'égalité de participation des individus dans une société. L'inclusion sociale est aussi considérée comme le contraire de l'exclusion sociale.

## Définition
La notion d'inclusion fait son entrée au sein du travail social de manière plutôt discrète et plus particulièrement à partir des années 2000. En France notamment, elle fait d'abord principalement son apparition dans des documents et publications officiels gouvernementaux traitant de politiques sociales, notamment de lutte contre la pauvreté. Malgré cela, ses interprétations demeuraient floues et son entrée au sein du vocabulaire du travail social n'est initialement pas accompagnée d'explications ou de définitions pouvant justifier ce choix de vocable et  

### Distinction avec l'intégration
La notion d'inclusion a fait l'objet d'approfondissements et de davantage de précisions : c'est une manière de faire société qui, comme l'intégration, conduit à considérer que toute personne, même très éloignée de la norme, a sa place dans la société. La grande différence entre l'intégration et l'inclusion tient au fait que l'intégration implique, pour une personne éloignée de la norme et qui ne peut pas y entrer, qu'elle doit bénéficier d'un circuit spécialisé. L'approche inclusive s'inscrit dans une logique différente : elle cherche à concilier le nécessaire effort de toute personne de rentrer dans la norme attendue et l'adaptation à la situation de chacune et de chacun. Un exemple bien connu est la mise en accessibilité, qui consiste à, par exemple, ne pas seulement faire une entrée d'un bâtiment accessible au plus grand nombre selon la norme de la personne capable de marcher, mais une entrée accessible à toutes et tous. À la différence de l’intégration, l’inclusion implique qu’une personne peut rester avec ses difficultés tout en étant reconnue comme un élément à part entière du collectif.

### Caractéristiques
Développée initialement dans le champ du handicap, l'approche inclusive a pris une importance dans tous les domaines des relations au sein de la société. Dans son chapitre « L’exclusivité de la norme, c’est personne ; la diversité, c’est tout le monde » de La Société inclusive, parlons-en !, Charles Gardou, anthropologue, insiste sur ce qu’implique une démarche vers une telle société : « À rebours d’une logique disjonctive, fondée sur une conformité fantasmatique, l’optique inclusive se caractérise par la capacité collective à conjuguer les singularités, sans les essentialiser. Des singularités, parfois désarmantes, en relation avec l’infini d’autres singularités, à l’intérieur d’un tout, où chacun a le droit de se différencier, de différer ». Plus loin, il écrit également : « Au-delà des institutions politiques, matérielles ou symboliques normatives dont naturellement toute société procède, [la visée inclusive] s’élève contre l’emprise excessive d’une norme qui prescrit, proscrit et asphyxie le singulier ».
Il s'agit d'un changement de paradigme dans la manière de faire société : l'approche inclusive implique que la société s’adapte aussi aux individus et non plus seulement que les individus s’adaptent à la norme. Tout en y voyant le fil rouge de la société de demain (vers une société de l'« équilité », répondant à une nouvelle manière d'affirmer l'équité, de penser l'équilibre, de permettre l'intensité tout en ayant pour temps de référence l'avenir), et même une réponse à la crise que traverse la société occidentale, Pierre Suc-Mella, haut fonctionnaire et professeur en questions sociales, met en garde contre les risques que pourrait faire peser l'approche inclusive dans le sens d'une exigence de chacune et de chacun à ce que la société s'adapte à sa situation, tout en donnant des pistes et des repères montrant qu'approche inclusive et universalisme sont parfaitement compatibles. L'approche inclusive constitue ainsi la manière la plus adaptée de concilier épanouissement personnel et renforcement du collectif dans la société.
Au niveau local, l'inclusion sociale favorise le multiculturalisme concret dans les villes.